# Reihendorf (Röttenbach)
Reihendorf ist eine Wüstung auf dem Gemeindegebiet von Röttenbach im Landkreis Erlangen-Höchstadt (Mittelfranken, Bayern).

## Geografie
Der aus drei Wohngebäuden bestehende Weiler wurde unmittelbar von Acker- und Grünland umgeben. Im Norden wurde die Flur Tiefenäcker genannt, im Osten Lindenäcker, im Süden Egertenäcker und im Westen Weyerleutenäcker. Heute steht nur noch ein Nebengebäude von Haus Nr. 2. Unmittelbar nördlich des Ortes fließt der Hirtenbach, der die Mühlweiher, den Brunnschlagteich und Alten See speist und als linker Zufluss der Regnitz bei Hausen mündet.

## Geschichte
Gegen Ende des 18. Jahrhunderts gab es in Reihendorf drei Anwesen (zwei Höfe, ein Hirtenhaus). Das Hochgericht übte das bambergische Centamt Forchheim aus. Alleiniger Grundherr war die Winklerische Herrschaft Hemhofen.
Im Rahmen des Gemeindeedikts wurde Reihendorf dem 1811 gebildeten Steuerdistrikt Röttenbach und der 1818 gebildeten Ruralgemeinde Röttenbach zugewiesen.

## Einwohnerentwicklung
| Jahr      | 001818 | 001861 | 001871 | 001885 | 001900 | 001925 |
| Einwohner | 19     | 16     | 18     | 20     | 0      | 0      |
| Häuser    | 3      |        |        | 2      | 2      | 1      |
| Quelle    | [ 6 ]  | [ 7 ]  | [ 8 ]  | [ 9 ]  | [ 10 ] | [ 11 ] |

## Religion
Die Katholiken waren nach St. Mauritius in Röttenbach gepfarrt.

## Weblink
- Reihendorf in der Ortsdatenbank des bavarikon, abgerufen am 20. August 2021.